# Kraljevina Sardinija
Kraljevina Sardinija je vladala na istoimenskem otoku od leta 1297 do leta 1861, ko je skupaj z ostalimi deli Italije postala Kraljevina Italija.

## Predzgodovina
V 8. stoletju je bila Sardinija pod bizantinsko nadoblastjo, a ko so jo začeli napadati Arabci, je oddaljeni Bizanc ni mogel braniti. Sardinci so se branili z lastnimi močmi in uspelo jim je preprečiti arabski prodor na otok. To jih je vzpodbudilo, da so se razglasili za samostojne. Vsi štirje predstavniki Bizanca na otoku so se enostavno razglasili za poglavarje novonastalih državic. To so bili giudicati, ki so trajali kar pet stoletij. 
V srednjem veku, ko je na Apeninskem polotoku razsajal boj med cerkvijo in cesarstvom, je ostala Sardinija popolnoma izven teh spopadov. Prav zaradi tega sta se je začele bati obe strani. Ko je bilo treba po ureditvi Sicilije (Sicilske večernice) na kak način zadovoljiti Aragonce, si je papež Bonifacij VIII. zanje izmislil Kraljevino Sardinije in Korzike, čigar krono je leta 1297 njegov naslednik papež Klemen V. izročil Jakobu II. Aragonskemu skupaj s papeškim uradnim dovoljenjem za zasedbo ozemlja (licentia invadendi).

## Aragonska nadoblast
Čeprav je kraljevina zajemala tudi Korziko, je Aragonci niso nikoli zasedli in so jo po nekaj letih celo črtali iz imena. Vojaška zasedba prvega dela same Sardinije se je zaključila šele leta 1324, zato se od tega leta dalje šteje obdobje Aragoncev.
Obdobje aragonske nadoblasti je bilo najtežje in najbolj nazadnjaško v vsej sardinski zgodovini. Medtem ko je ostala Italija postopoma prehajala iz srednjeveških težav v Risorgimento (narodni preporod), se je na Sardiniji vsakršen razvoj prekinil in dežela je drsela nazaj v obskurantizem. Uveljavil se je odločen despotizem, ki je priznaval neštete privilegije in monopole Aragoncem, medtem ko so bili domačini izkoriščani in zatirani. Premoženja Sardincev so bila razlaščena in podržavljene so bile vse skupinske posesti, ki so bile značilne za te kraje. Kulturna in socialna rast, ki so ju bili pospešili stiki z Genovo in Piso v preteklih stoletjih, sta se popolnoma prekinili in zamrla je vsaka možnost napredka in tudi razvoja.

## Španska nadoblast
V 15. stoletju so se Aragonci združili s Kastiljci in postavili temelje za novo državo Španijo. Ta sprememba, ki je bila sicer zelo pomembna v evropskem okviru, ni imela velikih posledic na Sardiniji. Formalno je otok ostal kraljevina, čeprav je bil po izginotju aragonske rodbine pravzaprav le del Španske kraljevine in seveda ni bil samostojen. Vendar je imela Španija dovolj problemov na lastnih tleh in ji je bilo dovolj, da se Sardinci niso upirali. Tako se je življenje na otoku nemoteno razvijalo, a skoraj brez stikov z ostalo Evropo. Kot je bilo v navadi še pred dvema stoletjema, je bila Kraljevina Sardinija le dobra karta v rokah igralcev – evropskih velesil.
Španska nasledstvena vojna, ki je izbruhnila po smrti zadnjega kralja, Habsburžana Karla II. Španskega (1700), se je končala z mirovnima pogodbama v Utrechtu in Rastadtu, ki sta popolnoma spremenili Evropo. Nova ureditev je dodelila Kraljevino Sardinijo najprej Avstrijcem, a ti so jo po pičlih petih letih odstopili Savojcem, ki so s tem pridobili ne samo zemljo, temveč tudi kraljevski naslov.

## Savojci
Savojec, ki je prejel naslov kralja, je bil Viktor Amadej II. in za njim je vladalo Sardiniji še sedem naslednikov iz savojske hiše, zadnji od katerih je bil Viktor Emanuel II.
Čeprav je bila Sardinija v osebi kralja povezana z ostalimi posestvi savojske hiše, je v tem obdobju ostala popolnoma samostojna kraljevina in sicer od samega začetka leta 1718 do leta 1847, ko jo je kralj Karel Albert Savojski vključil v piemontsko administracijo. Reforme, ki so s tem zadele Sardinijo, niso naletele na odobravanje domačinov, ker so globoko spreminjale staro ureditev otoka. Posebno nezadovoljstvo je sprožil zakon o mejnikih (it. editto delle chiudende, sardinsko tancas serradas a muru), ki je praktično uvedel pojem privatne lastnine in preprečil zadružno upravljanje posestev, ki je bilo dotlej v navadi. Kljub tem in podobnim težavam se je Sardinija kmalu vključila v italijansko življenje, predvsem v kulturnem pogledu. Ko je šlo za zedinjenje Italije, so bili prav Sardinci prvi pristaši združitve, čeprav je to pomenilo zaton njihove kraljevine.
Viktor Emanuel II. je bil sardinski kralj do leta 1861, ko je postal prvi kralj Kraljevine Italije, ki je vključevala Kraljevino Sardinijo z ostalo Italijo v novo državo.